# Sauber C21
Sauber C21 byl vůz, se kterým tým Sauber soutěžil v sezóně 2002 ve Formuli 1. Vůz řídili Nick Heidfeld, Felipe Massa a Heinz-Harald Frentzen.

## Koncept
Šasi vozu C21 bylo evolucí úspěšného modelu C20 ze sezóny 2001, který Sauberu zajistil historicky nejlepší čtvrté místo v poháru konstruktérů. Navrhl jej technický manažer Willy Rampf a jeho 24členný designérský tým. Vůz byl tedy podobný jako model C20, s úpravami umístění chladičů, nastavení zavěšení a zadní části karoserie. Vůz C21 také obsahoval novou převodovku, která byla kompaktnější a lehčí než její předchůdce.
Tým pokračoval v používání motorů Ferrari přeznačených z úcty k titulárnímu sponzorovi Petronas, jak tomu bylo od sezóny 1997. Po celou sezónu 2002 používal Sauber specifikaci motoru 051 z předchozího roku, který tehdy používal tým Ferrari ve svém vlastním šasi F2001. Přestože byl výkonný a spolehlivý, náklady na nákup letošní dodávky motoru byly 13 milionů liber.

## Vývoj

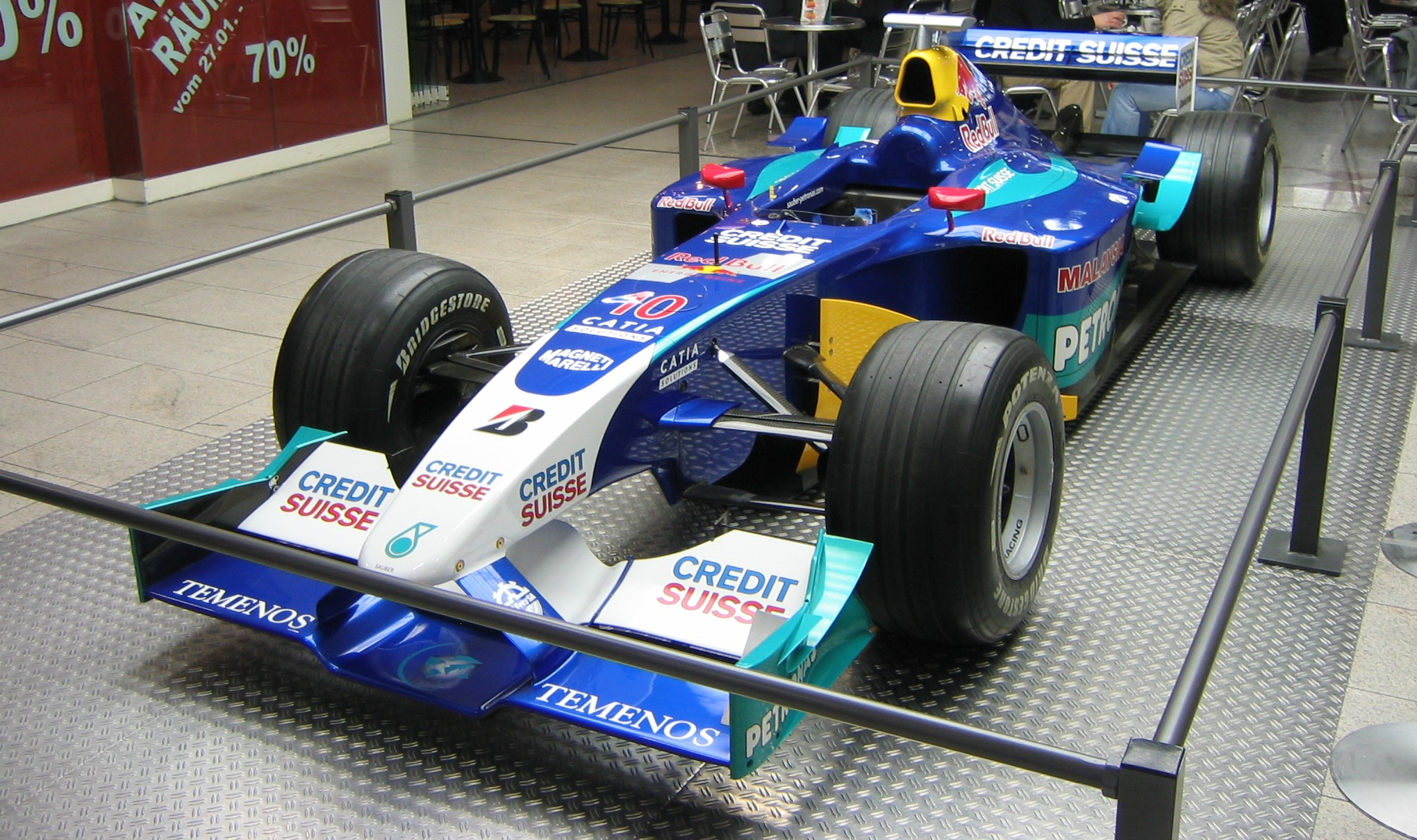
Sauber C21 s nátěrem modelu C22 ze sezóny.

Během roku 2002 docházelo k neustálému vývoji vylepšení pro vůz C21. Tým však nebyl schopen vyrovnat své úsilí ze sezóny 2001, a to především kvůli absenci vlastního aerodynamického tunelu a odkloněnému úsilí spojenému s jeho budováním (který se nakonec stal funkčním během sezóny 2004). Kroky vpřed byly učiněny s aerodynamikou vozu C21, podlahou, krytem motoru, předním křídlem a snížením hmotnosti, ale práce v aerodynamickém tunelu skončily v srpnu, když se tým přesunul na vývoj vozu C22 pro následující sezónu.
Motor Ferrari byl také vyvíjen, přičemž během sezóny došlo ke dvěma vylepšením výkonu, stejně jako u převodovky a systému kontroly trakce. Navzdory těmto zlepšením však forma týmu v posledních fázích sezóny klesla. Tým přepracoval přední část vozu včas pro Grand Prix Belgie a vybavil vůz konvenčnější přední částí.

## Shrnutí sezóny
Vůz C21 se v prvních fázích sezóny ukázal jako rychlý a Sauber byl pátým nejrychlejším týmem za Ferrari, Williamsem, McLarenem a Renaultem. Ačkoli Heidfeld i Massa byli vyřazeni z Grand Prix Austrálie při nehodě v první zatáčce, ale v Malajsii dosáhli dvojitého umístění na bodech a Massa bodoval teprve ve svém druhém závodě ve Formuli 1. Další dvojité body získal tým v Barceloně a další body získali Heidfeld v Silverstone a v Hockenheimu a Massa na Nürburgringu.
Tým však mohl získat více bodů, nebýt technických problémů vozu C21 a chyb jezdců. Heidfeldovi selhaly brzdy v Interlagosu a byl zdržen kvůli problému s rádiovou komunikací v Imole a poté, co ztratil kontrolu při brzdění v Rakousku, se těžce srazil s Jordanem jezdce Takuma Sato. On i Massa také dostali v Kanadě problémy s elektronikou, které způsobily překročení rychlostního limitu v boxové uličce a následkem toho byli oba jezdci penalizováni průjezdem boxovou uličkou.
Massa také odstoupil z několika závodů po svých chybách a po kolizích s jinými vozy, zejména při Grand Prix Itálie. Jeho kontakt s Jaguarem jezdce Pedra de la Rosy mu vynesl desetimístnou penalizaci na startovním roštu pro příští závod v Indianapolis a Sauber se rozhodl nahradit jej velmi zkušeným Heinzem-Haraldem Frentzenem pro tento závod a nakonec i pro sezónu 2003.
Heidfeld byl konzistentnější, odstoupil pouze ze tří závodů, ale vůz C21 ve druhé polovině sezóny ztratil tempo a Sauber nezískal žádné body v posledních pěti závodech. Výkonnostní propad nastal ve Spa, kde se jezdci kvalifikovali pouze na 17. a 18. místě. I když další závody přinesly zlepšení, tým byl stále do jisté míry považován za úspěšný, když si udržel konečné páté místo v poháru konstruktérů s jedenácti body před znovu ožívajícími týmy Jordan, BAR a Jaguar.

## Zbarvení
Vůz C21 byl vyroben v téměř stejném barevném provedení jako vůz C20, které zahrnovalo modré, tyrkysové/zelenomodré a bílé barevné schéma odvozené od sponzorů Petronas a Credit Suisse. Red Bull také pokračoval jako sponzor a vystupoval na bočnicích vozu C21.
Sauber podpořil mezinárodní kampaň proti AIDS v posledních třech závodech sezóny v Itálii, USA a Japonsku. Část vozu byla natřena bílou barvou a popsána sloganem „Stop Aids“ a  vybavena logem kampaně.

## Kompletní výsledky ve Formuli 1
| Legenda k tabulce | Legenda k tabulce                                                                       |
| Barva             | Výsledek                                                                                |
| ----------------- | --------------------------------------------------------------------------------------- |
| Zlatá             | Vítěz                                                                                   |
| Stříbrná          | 2. místo                                                                                |
| Bronzová          | 3. místo                                                                                |
| Zelená            | Bodované umístění                                                                       |
| Modrá             | Nebodované umístění                                                                     |
| Modrá             | Dokončil neklasifikován (NC)                                                            |
| Fialová           | Odstoupil (Ret)                                                                         |
| Červená           | Nekvalifikoval se (DNQ)                                                                 |
| Červená           | Nepředkvalifikoval se (DNPQ)                                                            |
| Černá             | Diskvalifikován (DSQ)                                                                   |
| Bílá              | Nestartoval (DNS)                                                                       |
| Bílá              | Závod zrušen (C)                                                                        |
| Světle modrá      | Pouze trénoval (PO)                                                                     |
| Světle modrá      | Páteční testovací jezdec (TD)                                                           |
| Bez barvy         | Netrénoval (DNP)                                                                        |
| Bez barvy         | Vyřazen (EX)                                                                            |
| Bez barvy         | Nepřijel (DNA)                                                                          |
| Bez barvy         | Odvolal účast (WD)                                                                      |
| Bez barvy         | Nezúčastnil se (prázdné)                                                                |
| Označení          | Význam                                                                                  |
| Tučnost           | Pole position                                                                           |
| Kurzíva           | Nejrychlejší kolo                                                                       |
| †                 | Jezdec nedojel do cíle, ale byl klasifikován, protože odjel více než 90 % délky závodu. |
| ‡                 | Byl udělován poloviční počet bodů, protože bylo odjeto méně než 75 % délky závodu.      |
| Horní index       | Umístění bodujících jezdců ve sprintu                                                   |

| Rok  | Tým             | Motor        | Pneumatiky | Jezdci                | 1   | 2   | 3   | 4   | 5   | 6   | 7   | 8   | 9   | 10  | 11  | 12  | 13  | 14  | 15  | 16  | 17  | Body | Umístění |
| ---- | --------------- | ------------ | ---------- | --------------------- | --- | --- | --- | --- | --- | --- | --- | --- | --- | --- | --- | --- | --- | --- | --- | --- | --- | ---- | -------- |
| 2002 | Sauber Petronas | Petronas V10 | B          |                       | AUS | MAL | BRA | SMR | ESP | AUT | MON | CAN | EUR | GBR | FRA | GER | HUN | BEL | ITA | USA | JPN | 11   | 5. místo |
| 2002 | Sauber Petronas | Petronas V10 | B          | Nick Heidfeld         | Ret | 5   | Ret | 10  | 4   | Ret | 8   | 12  | 7   | 6   | 7   | 6   | 9   | 10  | 10  | 9   | 7   | 11   | 5. místo |
| 2002 | Sauber Petronas | Petronas V10 | B          | Felipe Massa          | Ret | 6   | Ret | 8   | 5   | Ret | Ret | 9   | 6   | 9   | Ret | 7   | 7   | Ret | Ret |     | Ret | 11   | 5. místo |
| 2002 | Sauber Petronas | Petronas V10 | B          | Heinz-Harald Frentzen |     |     |     |     |     |     |     |     |     |     |     |     |     |     |     | 13  |     | 11   | 5. místo |